# Усть-Донецький район
Усть-Доне́цький райо́н (рос. Усть-Донецкий район) — район у центральній частині Ростовської області Російської Федерації. Адміністративний центр — смт Усть-Донецький.

## Географія
Район розташований у центральній частині області. На півночі межує із Білокалитвинським районом, на сході — із Константиновським, на південному сході — із Семикаракорським, на південному заході — із Багаєвським, на заході — із Октябрським районом.

## Історія
Раздорський район був утворений 1935 року з центром на хуторі Хрести. 1963 року район був ліквідований, а територія передана до складу сусіднього Константиновського району. У листопаді 1965 року район був поновлений у своїх межах, але вже під назвою Усть-Донецький.

## Населення
Населення району становить 32859 осіб (2013; 33647 в 2010).

## Адміністративний поділ

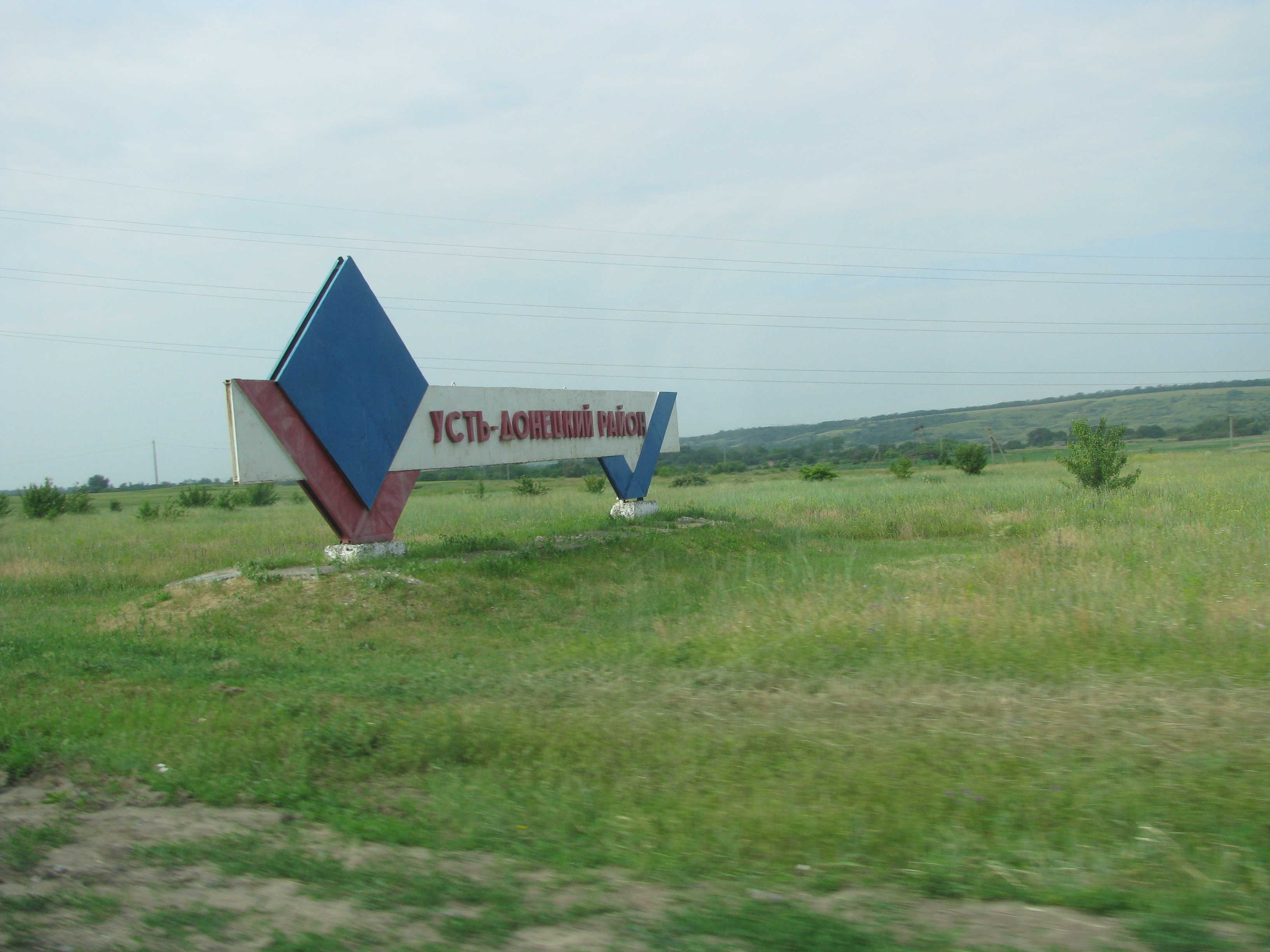
Стела при в'їзді до району

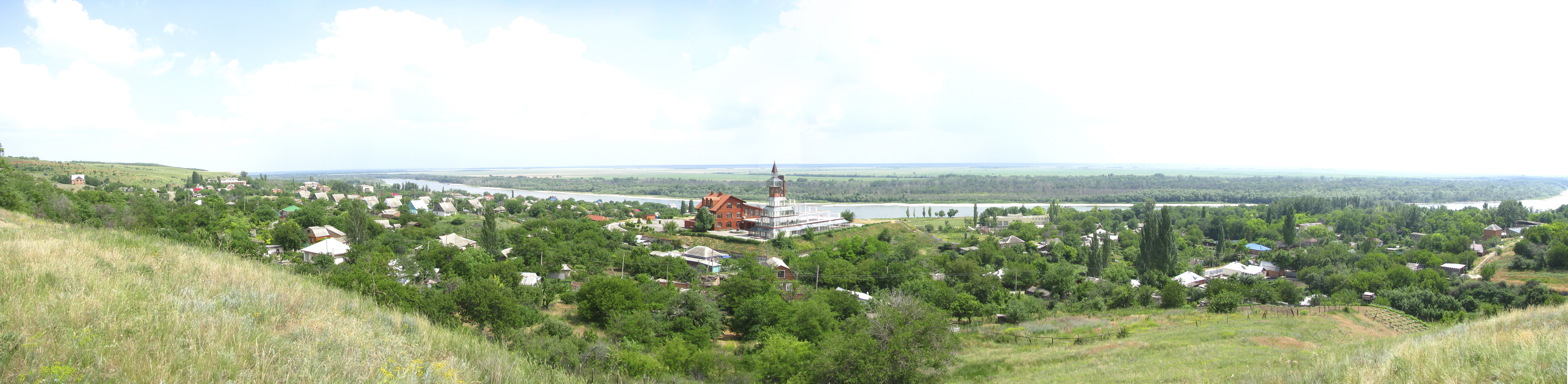
Панорама хутору Пухляковський

Район адміністративно поділяється на 1 міське та 7 сільських поселень, які об'єднують 1 смт та 28 сільських населених пунктів:
| Поселення                               | Площа, км² | Населення, осіб (2010) | Центр                | Населені пункти |
| --------------------------------------- | ---------- | ---------------------- | -------------------- | --------------- |
| Апарінське сільське поселення           | -          | 3438                   | Апарінський          | 2               |
| Верхньокундрюченське сільське поселення | -          | 3217                   | Верхньокундрюченська | 6               |
| Кримське сільське поселення             | -          | 2289                   | Кримський            | 5               |
| Меліховське сільське поселення          | -          | 4802                   | Меліховська          | 4               |
| Нижньокундрюченське сільське поселення  | -          | 4075                   | Нижньокундрюченська  | 7               |
| Пухляковське сільське поселення         | -          | 1806                   | Пухляковський        | 1               |
| Раздорське сільське поселення           | -          | 2203                   | Раздорська           | 2               |
| Усть-Донецьке міське поселення          | -          | 11817                  | Усть-Донецький       | 1               |

### Найбільші населені пункти
| №  | Населений пункт      | Населення, осіб (2010) |
| -- | -------------------- | ---------------------- |
| 1  | Усть-Донецький       | 11 817                 |
| 2  | Меліховська          | 3 593                  |
| 3  | Апарінський          | 2 865                  |
| 4  | Пухляковський        | 1 806                  |
| 5  | Раздорська           | 1 805                  |
| 6  | Нижньокундрюченська  | 1 634                  |
| 7  | Усть-Бистрянська     | 1 534                  |
| 8  | Кримський            | 1 164                  |
| 9  | Верхньокундрюченська | 1 112                  |
| 10 | Керчицький           | 796                    |

## Економіка
Район є аграрно-промисловим, де займаються вирощуванням зернових, технічних культур та тваринництвом, а також розвинені галузі легкої та харчової промисловості.